# Gfycat
Gfycat（/ˈdʒɪfiːˌkæt/ JIFEE-cat）是由Richard Rabbat、Dan McEleney和Jeff Harris創建的用戶生成內容的影片分享網站。它是2013年提供GIF視頻編碼的首批網絡服務之一。它於2015年合併，此後籌集了1200萬美元的種子資金。
當前，Gfycat提供了一個用於上傳和分享短片內容的網路平台，以及一個iMessageapp，一個Android應用程序和用於GIF和視頻創建的GIF Brewery macOS應用程序。它還與Reddit、通訊appTango、 Microsoft Outlook、 Skype、和WordPress合作。它曾入圍2016年廣告時代創意獎的“Startup to Watch”類別。
Gfycat當前在美國排名前57位中，每月活躍用戶超過1.3億。它的用戶主要集中在英語系國家，在歐洲和拉丁美洲擁有重要的立足點。它支持16種語言，包括英語、法語、西班牙語、俄語、烏克蘭語、日語、中文（繁體和簡體）、韓語和阿拉伯語。用戶主要處於18-35歲年齡段。
Gfycat在加拿大艾伯塔省埃德蒙頓和美國加利福尼亞州帕羅奧圖設有辦公室。
Gfycat在2018年涉嫌个人资料泄露。估計有800萬個帳戶遭到入侵，其資料庫已在夢想市集上出售。
在2019年12月，Gfycat啟動了Redgifs.com上的成人內容。 2020年5月12日，Gfycat完全禁止了成人內容。所有成人內容均已移至Redgifs.com。

## 外部連結
- 官方网站
- "Gfycat aims Web giggles at our short attention spans," SF Chronicle （页面存档备份，存于）
- "Are GIFs the Future of Movie Marketing? 3 Trends That Are Changing the Face of Entertainment," Huffington Post （页面存档备份，存于）
- "Gfycat hits 130M monthly active users as short form video heats up," Tech Crunch （页面存档备份，存于）